# Harcourt Johnstone
Harcourt Johnstone (19 mai 1895 - 1er mars 1945), surnommé Crinks, est un homme politique du Parti libéral britannique.

## Jeunesse et éducation
Johnstone est né à Londres en 1895, le fils de Alan Johnstone (en), diplomate britannique, et son épouse américaine Antoinette Pinchot. Son surnom «Crinks» serait dérivé du visage ridé qu'il avait quand il était bébé. L'un de ses ancêtres est William Vernon Harcourt (1827-1904) qui est ministre de l'Intérieur et chancelier de l'Échiquier sous William Ewart Gladstone. Son grand-père paternel est le premier baron Derwent. Harcourt Johnstone fait ses études au Collège d'Eton et au Balliol College d'Oxford. Pendant la Première Guerre mondiale il sert dans la brigade de fusiliers et dans l'état-major en France et en Belgique.

## Carrière politique
Attiré par la politique, il se présente en vain à Willesden East pour les libéraux aux élections générales de 1922. Cependant, le député conservateur en exercice, HM Mallaby-Deeley, démissionne en 1923, provoquant une élection partielle qui a lieu le 3 mars 1923. Johnstone est de nouveau choisi comme candidat des libéraux et remporte le siège par une majorité de 5 176 voix sur le conservateur George Frederick Stanley. Johnstone conserve le siège aux élections générales de 1923, avant de le perdre au profit de Stanley aux élections générales de 1924. Il échoue aux élections partielles: d'abord à Eastbourne en 1925 et plus tard à Westbury en 1927 où il perd par seulement 149 voix. Il se présente à Westbury une deuxième fois aux élections générales de 1929, perdant à nouveau de peu. Cependant, aux élections générales de 1931, il est élu à South Shields, avant de perdre le siège en 1935. En mai 1940, même si Johnstone est en dehors du Parlement, Winston Churchill décide de le nommer au gouvernement en tant que secrétaire du Département du commerce extérieur. Deux mois plus tard, la circonscription libérale de Middlesbrough West devient vacante lorsque le député en exercice, Frank Kingsley Griffith, est nommé juge de la cour de comté et Johnstone est élu pour le siège lors d'une élection partielle le 7 août 1940 sans opposition en vertu des termes de la trêve électorale en temps de guerre. Il est nommé conseiller privé en 1943. D'un commun accord, il est un ministre efficace. Il est à ce jour le dernier député de South Shields à avoir représenté un parti autre que le parti travailliste.

## Ministre
Bien que peu connu aujourd'hui, Johnstone est le membre libéral le plus éminent du gouvernement de coalition en temps de guerre après Archibald Sinclair, qui est le chef libéral de 1935 à 1945. Il est un personnage clé de l'organisation du Parti libéral entre les deux guerres mondiales et est secrétaire de l'influent Liberal Candidates Association. Il est l'un des principaux partisans de Herbert Henry Asquith dans le parti divisé avec David Lloyd George et utilise une grande partie de sa richesse personnelle pour soutenir le parti libéral malade. Pendant le gouvernement national après 1931, il reste un membre fidèle des libéraux samuelites, soutenant toujours la politique traditionnelle de libre-échange contre le protectionnisme. Après 1935, de nouveau hors du Parlement, il apporte un soutien étroit à Sinclair et, malgré les animosités des années précédentes, approuve les tentatives de Sinclair de réunir le parti libéral avec le groupe de députés de la famille Lloyd George. Malgré les tentations de quitter le parti au cours de ces années - et beaucoup l'ont fait - il reste un libéral constant.
Le retour inattendu de Johnstone au gouvernement et au Parlement en 1940 résulte principalement de sa proximité avec Sinclair et de son amitié avec Churchill. Johnstone est membre et co-secrétaire avec Brendan Bracken du The Other Club depuis le début des années 1930. The Other Club est un club de restauration politique fondé par Churchill et F. E. Smith en 1911. Dans son journal, "Chips", Sir Henry Channon dit que Harcourt "a creusé sa propre tombe avec ses dents". Il est connu comme un amoureux des livres, des meubles et des tableaux, étant très amusant et en bonne compagnie et n'étant pas un grand adepte de l'exercice.
Agé de seulement 49 ans, Johnstone meurt subitement en mars 1945 à l'hôpital de Westminster d'un accident vasculaire cérébral. Un service commémoratif a lieu pour lui à l'Église Sainte-Marguerite de Westminster le 13 mars en présence du Premier ministre et Clementine Churchill, Clement Attlee (vice-premier ministre) et Anthony Eden.